# ظفرالله خان جمالی
ظفرالله خان جمالی (زادهٔ ۱ ژانویهٔ ۱۹۴۴ – درگذشته ۲ دسامبر ۲۰۲۰) یک سیاست‌مدار بلوچ اهل پاکستان بود. وی از نوامبر ۲۰۰۲ تا ژوئن ۲۰۰۴ نخست‌وزیر این کشور بود.
ظفرالله خان جمالی در ۲ دسامبر ۲۰۲۰، در سن ۷۶ سالگی بر اثر سکته قلبی درگذشت.